# Coup-de-poing américain

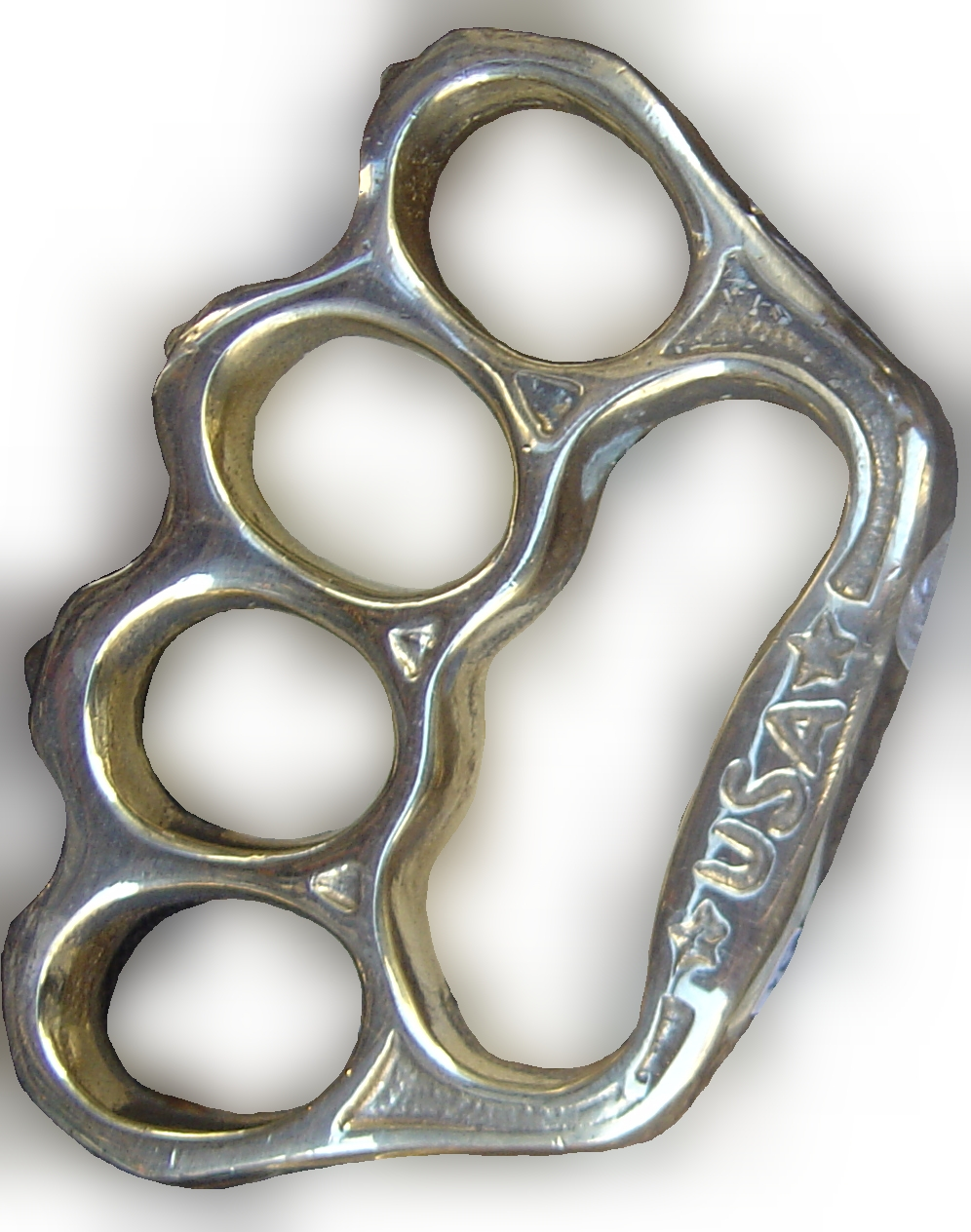
Coup-de-poing américain.

Un coup-de-poing américain (parfois nommé « poing américain » par réduction) est une arme blanche contondante constituée d'une pièce de métal dans laquelle on passe les doigts. Lorsque l'on ferme le poing, la pièce de métal prolonge ainsi les excroissances des articulations osseuses.
Quand on frappe quelqu'un avec un coup-de-poing américain, le métal entre le premier en contact, avec les conséquences suivantes :
- la surface de contact étant petite, la force est très concentrée et l'impact est plus efficace qu'à poing nu ;
- le corps de l'arme transmet l'impact à la paume, dont les os sont plus solides que ceux des doigts ;
- la personne qui frappe risque moins d'endommager ses mains, ce qui lui permet de frapper d'autant plus fort.

## Origine historique

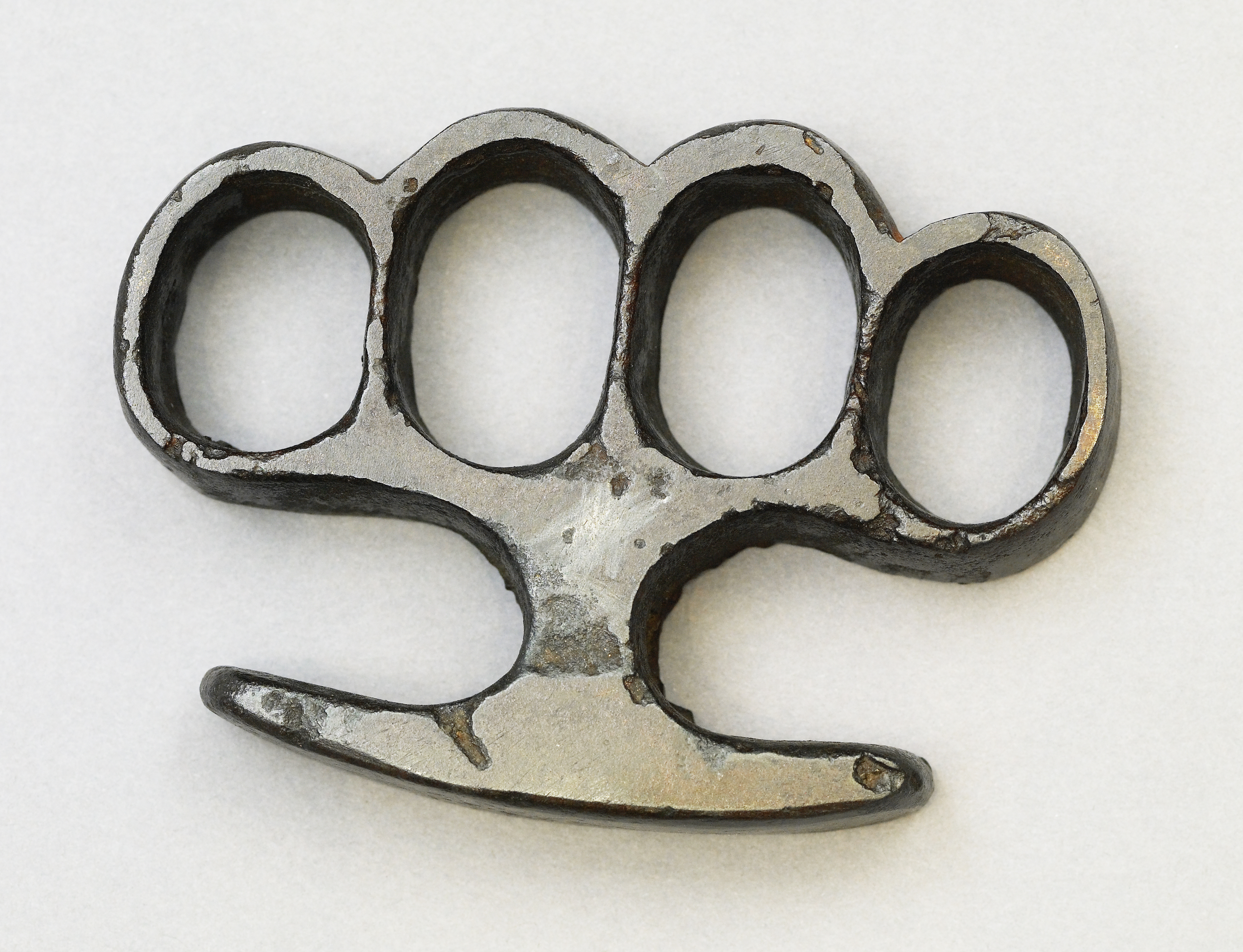
Coup-de-poing américain porté par les gardes du corps d'Abraham Lincoln lors de son trajet en train à travers Baltimore.
Théâtre Ford, Washington, États-Unis.

Le principe d'un renfort « entourant » le poing pour en améliorer la frappe est ancien, on peut par exemple citer le ceste romain, arme antique proche du principe du coup-de-poing américain. L'origine de la forme actuelle du coup-de-poing américain est confuse, certaines sources la faisant remonter à l'immigration asiatique aux États-Unis au début du XIXe siècle, où il aurait été utilisé comme arme improvisée dans les campements de la guerre de Sécession, sans preuve historique. Son utilisation est par contre certifiée dans les tranchées de la Première Guerre mondiale.
Cette arme a été conçue pour permettre à son utilisateur de continuer à se servir de ses doigts par exemple pour recharger une arme à feu. Au XIXe siècle, les fusils étaient longs à recharger, tout comme les revolvers à six coups et d'autres carabines à répétition comme la Winchester. Le coup-de-poing américain permet de réapprovisionner son arme tout en gardant un potentiel de défense au corps à corps, là où le couteau ne laisse pas les doigts libres.
Les modèles en plomb ont rapidement été abandonnés à cause de la toxicité de ce métal, qui, par un simple contact prolongé avec la peau et la transpiration, suffit à induire une intoxication grave (saturnisme). De plus, même additionné d'agents durcisseurs tels que l'arsenic et l'antimoine (comme c'était généralement le cas dans les munitions), il reste un métal mou se déformant très facilement. L’acier l’a donc rapidement remplacé. Cette arme a fait partie de l’armement réglementaire du soldat de cette époque.
Au cours de la Première Guerre mondiale, les « nettoyeurs de tranchées » de chaque camp étaient équipés d'armes de corps à corps. Celles de l'armée américaine (Mark I trench knife (en)) étaient des dagues équipées d'une poignée protégeant les doigts et permettant de frapper du poing. À la fin de la guerre, il fut permis à ces soldats de garder ces armes en souvenir, mais leur lame fut brisée à ras.[réf. nécessaire]
Cette arme est apparue en France à partir de la Première Guerre mondiale sous la forme d’un poignard de combat. Elle arrivera en masse avec le débarquement des alliés ; bien qu’interdite par la convention de Genève[réf. nécessaire], elle faisait souvent partie des effets personnels du soldat.

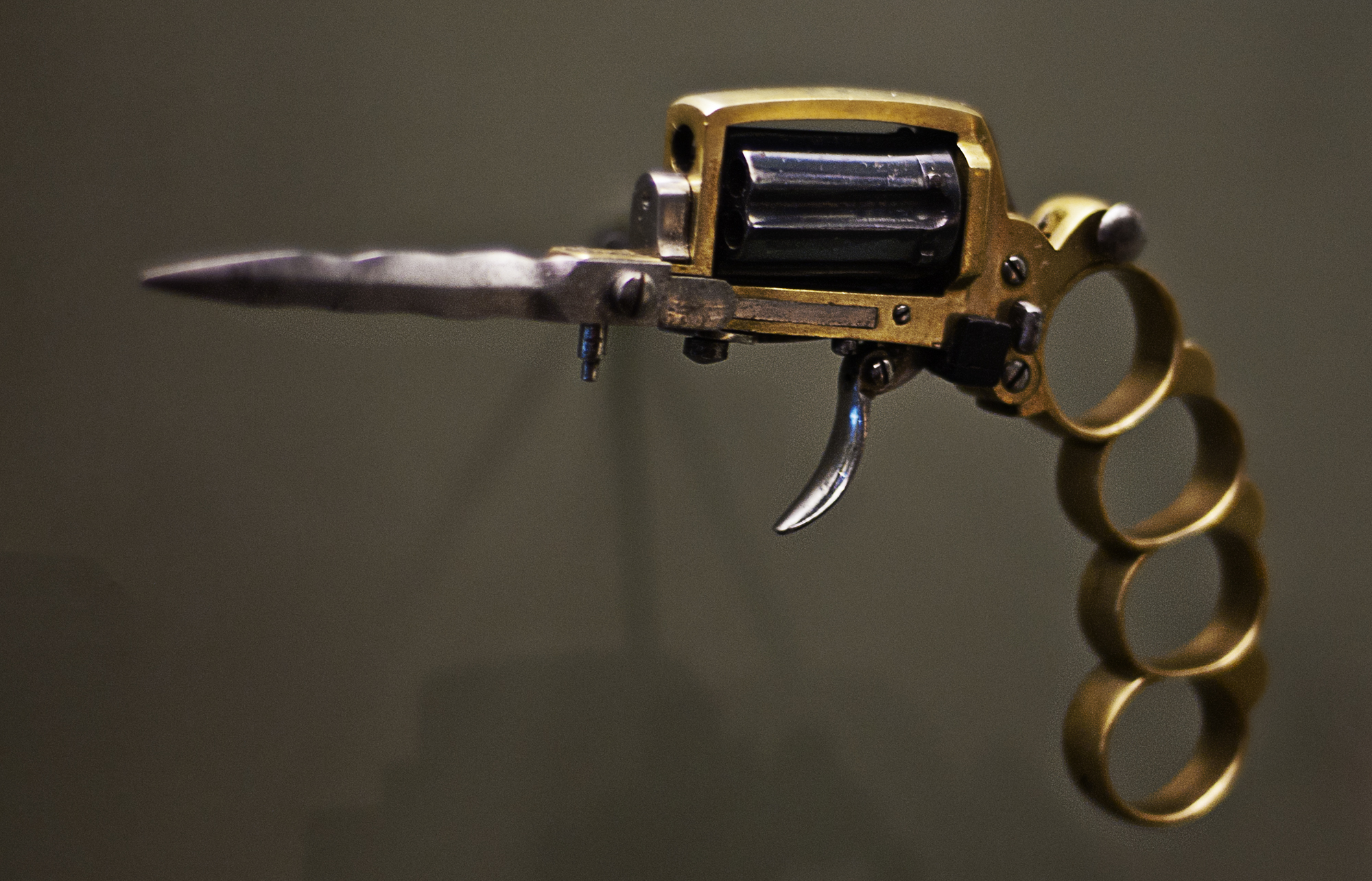
Un revolver Apache, une arme qui combine un coup-de-poing américain avec une arme à feu et une dague. Grand Curtius, Liège, Belgique.
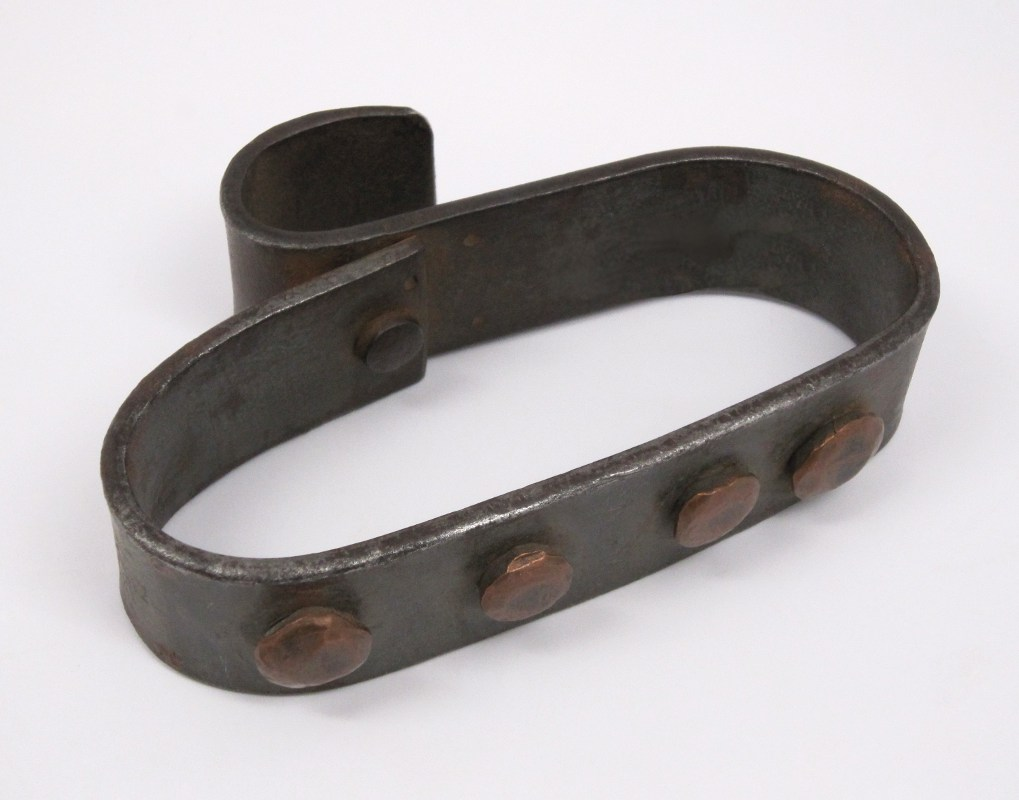
Coup-de-poing américain fait maison, utilisé dans un camp de bûcherons dans le comté de Pine (Minnesota) vers 1890.
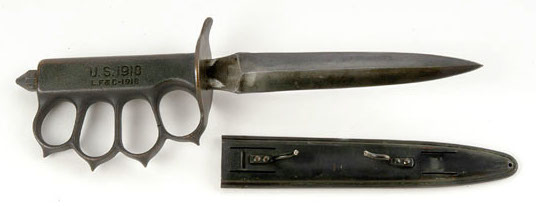
Couteau de tranchée américain Mark I (Mark I trench knife (en)) en laiton, utilisé pendant la Première Guerre mondiale.

## Législation

### France
En France, le coup-de-poing américain était classé comme arme blanche de 6e catégorie et vendu librement aux personnes majeures. Comme toutes les armes de 6e catégorie, son port était interdit et son transport n'était autorisé qu'avec un « motif légitime ».
Depuis la parution du décret no 2013-700 du 30 juillet 2013 établissant une nouvelle classification des armes en quatre catégories (A, B, C et D), les coups-de-poing américains entrent dans les armes de catégorie D et les conditions de port et de transport n'ont donc pas changé.

### Autres pays
Au Canada, en Belgique et en Suisse, le coup-de-poing américain est classé comme arme prohibée.